# Patrick Kitenge
Pat le gourou, de son vrai nom Patrick Kitenge né à Kinshasa le 8 juillet 1988, est un poète écrivain congolais et avocat à la barreau de Kinshasa Gombe, co-fondateur de la clinique littéraire de Kinshasa qui travaille sur la promotion et l'apagnouissement de la littérature congolaise,,,.

## Biographie
Patrick Kitenge, plus connu sous le nom de Pat le gourou est un écrivain, poète et avocat congolais à la barreau de Kinshasa Gombe, il est l'auteur de plusieurs ouvrages et anime les ateliers sur la poésie classique dans la ville de Kinshasa, son talent de poète est plus vendu par ses textes d'actualité dénommés Actu-poésie qu'il publie à caque fois qu'une actualité tombe. ces textes qui font le tour de la république sont diffusés par plusieurs médias et on t fait l'objet, en  2023 d'un recueil de poème qui portait le même intitulé,,,.

## Œuvres
- Boya, nouvelle, Kinshasa, éditions la Montagne 2021[8]
- le 34, poème, Kinshasa, éditions la Montagne 2022[9]
- Tété, poème, Kinshasa, éditions la Montagne 2022[10],[11]
- Actu-poésie, poème, Kinshasa, éditions la Montagne 2023[12]
- Vumila, la passion dans l'église, théâtre, chypre, éditions Sélène 2023 [13]

## Récompenses
- Mikanda Awards 2017